# Маршинский, Пётр Александрович
Пётр Александрович Маршинский (род. 18 февраля 1986) — российский футболист, защитник.

## Биография
Воспитанник футбольной школы «Торпедо-ЗИЛ». С 2003 по 2007 годы играл за дублирующий состав «Торпедо-Металлург»/ФК «Москва», сыграл 79 матчей и забил 3 гола в первенстве дублёров, становился победителем и призёром первенства. За основной состав «Москвы» сыграл два матча в Кубке России — в 2005 году против «Динамо» (Махачкала) и в 2006 году против «Терека».
В первой половине 2007 года провёл 6 матчей в высшей лиге Латвии в составе «Даугавы» (Даугавпилс).
После возвращения в Россию провёл два сезона в профессиональном футболе за «Нику» (Москва) и «Спартак» (Щёлково). Затем около 10 лет выступал в соревнованиях ЛФЛ и первенстве Московской области за клубы Подмосковья и Москвы.
Окончил МГАФК. Работал преподавателем физкультуры в московских школах, тренером по футболу в частных футбольных секциях.